# Christian Polanc
 (juin 2018).
Le contenu est difficilement compréhensible vu les erreurs de traduction, qui sont peut-être dues à l'utilisation d'un logiciel de traduction automatique.
 (juin 2018).
Si vous disposez d'ouvrages ou d'articles de référence ou si vous connaissez des sites web de qualité traitant du thème abordé ici, merci de compléter l'article en donnant les références utiles à sa vérifiabilité et en les liant à la section « Notes et références ».
Christian Polanc, né le 14 mai 1978 à Ingolstadt, est un danseur et chorégraphe allemand.

## Carrière professionnelle
Après avoir été diplômé de l'école secondaire, Polanc s'est formé en tant que cheminot dans les opérations. Il a ensuite reçu son diplôme d'études secondaires. Pendant ce temps, il a commencé, après avoir assisté à un cours de danse en 1995, à pratiquer des sports de danse et a déjà gagné en 1997, la troisième place du Championnat d'Allemagne Main Group A Latin. Après avoir terminé ses études secondaires, il a commencé une école de droit, mais il n'a pas terminé en raison de fréquents changements de résidence en raison de sa carrière de danse.
Polanc a dansé jusqu'en 2005 avec Petra Kostovčíková, qui a dû mettre fin à sa carrière de danseuse en raison de problèmes de santé. La paire a commencé pour TSA Black Gold à ESV Ingolstadt. En tant que coach, il enseigne les danses latines et de mode dans l'or noir TSA à ESV Ingolstadt, le TSC Metropol Munich et le club de tournoi de danse Erlangen.
De 2005 à fin 2011, Christian Polanc n'a pas participé au tournoi. En Octobre 2011, il a déménagé chez les professionnels.
Depuis la deuxième saison de 2007, il participe à l'émission Let's Dance sur RTL, qu'il a remporté en 2007 et 2011. En diffusion le 1er janvier 2014, 71st Dream Ship Series Perth, il est apparu avec Ortiz-Gomez en tant qu'acteur invité.

## Carrière télévisuelle
En 2007 Christian Polanc danse avec l'actrice allemande Susan Sideropoulos (de), en se positionnant à la première place. Le couple a pris la première place. En 2010, il a joué la troisième saison avec Hillu Schwetje, qui n'a toutefois pas repris à cause d'un accident domestique après la première diffusion.
Dans le septième saison, Christian Polanc a danser avec la mannequin néerlandaise, Sylvie van der Vaart,en se positionnant en deuxième place. Christian Bärens. Ensemble, ils ont remporté la deuxième place. Dans la quatrième saison, il a dansé avec la chanteuse irlandaise Maite Kelly,  en se positionnant à la deuxième place. Dans la cinquième saison, il a dansé avec la chanteuse allemande Joana Zimmer, avec qui il a terminé quatrième place. Dans la sixième saison, il a dansé avec l'actrice allemande Sıla Şahin, en se positionnant à la deuxième place.
En 2014, il a rejoint l'artiste allemande Carmen Geiss (de), avec qui il a atteint les demi-finales. En 2015, il a dansé avec l'humoriste irano-allemande Enissa Amani, en se positionnant à quatrième place. La paire a terminé quatrième. Dans la saison 9, 2016, il a dansé avec l'actrice allemande Nastassja Kinski, en se positionnant à la septième place.
En 2017, il a dansé avec la chanteuse pop allemande Vanessa Mai; le couple a atteint la deuxième place en finale. En 2018, Iris Mareike Steen (de) était son partenaire de danse. Le couple a pris sa retraite après le huitième épisode, mais pourrait ensuite continuer à cause de la tâche liée à la blessure de l'acteur allemand Bela Klentze. À la fin, il termine en cinquième place.

### Autres activités
En 2019, il est envoyé à Hawaï, aux États-Unis aux côtés du danseur allemand Massimo Sinató pour apprendre une danse traditionnelle, le Hula, dans l'émission Llambis Tanzduell, du danseur allemand Joachim Llambi,.  En 2020, il repart en voyage, cette fois en Norvège, aux côtés du danseur allemand Massimo Sinató, pour apprendre une danse traditionnelle, le Halling dans la même émission.

## Vie privée
Il fut marié avec la danseuse allemande Melissa Ortiz-Gomez, le couple divorce en 2013.

## Partenaires de danse célèbres
À partir de 2007, il intègre l'équipe de danseurs professionnels de l'émission Let's Dance sur RTL. Il a pour partenaires :
| Saison                  | Partnenaire                              | Place                                   |
| ----------------------- | ---------------------------------------- | --------------------------------------- |
| 2                       | Susan Sideropoulos (de)                  | 1.                                      |
| 3                       | Hillu Schwetje (de) Sylvie van der Vaart | 8. (sortie en raison d'une blessure) 2. |
| 4                       | Maite Kelly                              | 1.                                      |
| 5                       | Joana Zimmer                             | 4.                                      |
| 6                       | Sıla Şahin                               | 2.                                      |
| 7                       | Carmen Geiss (de)                        | 3.                                      |
| 8                       | Enissa Amani                             | 4.                                      |
| 9                       | Nastassja Kinski                         | 8.                                      |
| 10                      | Vanessa Mai                              | 2.                                      |
| 11                      | Iris Mareike Steen (de)                  | 5.                                      |
| 12                      | Nazan Eckes                              | 4.                                      |
| 13                      | Laura Müller (de)                        | 6.                                      |
| Défi professionnel 2020 | Christina Luft (de)                      | 1.                                      |

## Animation
- 2019 et 2020: Llambis Tanzduell (de) (1er et 3e épisode, 1ère saison) : Candidat